# اوغاز الجديد
اوغاز الجديد (الكردية: TZ · ح الغز) قرية سياحية في محافظة خراسان الشمالية. قرية ظائف مدينة شيروان والقرى Hvatryn البهجة شمال خراسان.

## الموقع
تقع قرية على مسافة 40 كم شمال شرق شيروان الشمال والجنوب من قرية إلى قرية Avlashlv Chpanlv وShkranlv وشرق القرية والقرية الغربية Zrtanlv العمر Avghaz محدودة. القرية هي قرية ايل Syfkanlv.